# Front Wyzwolenia Hondurasu im. Morazana
Front Wyzwolenia Hondurasu im. Morazana (hiszp. Frente Morazanista para la Liberación de Honduras, FMLH) – organizacja paramilitarna z Hondurasu.

## Nazwa
Grupa jako patrona obrała historycznego lidera honduraskiego Francisco Morazána.

## Historia
Front utworzony został w 1979 roku. W 1980 prowadził liczne akcje okupacji budynków. Celem formacji była likwidacja wpływów amerykańskich w Hondurasie. Organizacja przeprowadzała głównie ataki na amerykańskich wojskowych. Ostatni atak Frontu miał miejsce w kwietniu 1995 roku.

## Najważniejsze ataki przeprowadzone przez grupę
- W grudniu 1988 roku terroryści przeprowadzili zamach bombowy na biuro Korpusu Pokoju[4].
- W lutym 1989 roku w ataku bombowym rannych zostało trzech żołnierzy amerykańskich[4].
- W kwietniu 1989 roku bojówkarze zaatakowali konwój amerykańskiego wojska[4].
- W lipcu 1989 roku aktywista Frontu rzucił granat w stronę amerykańskich żołnierzy w La Ceiba. W eksplozji rannych zostało siedmiu amerykańskich żołnierzy[4].
- W marcu 1990 roku członkowie Frontu zaatakowali autobus amerykańskiego wojska. W ataku rannych zostało siedmiu amerykańskich żołnierzy[4].
- W kwietniu 1995 roku terroryści zdetonowali bomby pod biurami kilku zagranicznych agencji prasowych. W zamachu nikt nie odniósł obrażeń[3].

## Wsparcie zagraniczne
O wspieranie grupy oskarżany był sandinowski rząd Nikaragui i Kuba.

## Ideologia
Był grupą skrajnie lewicową.